# Grid Compass 1100

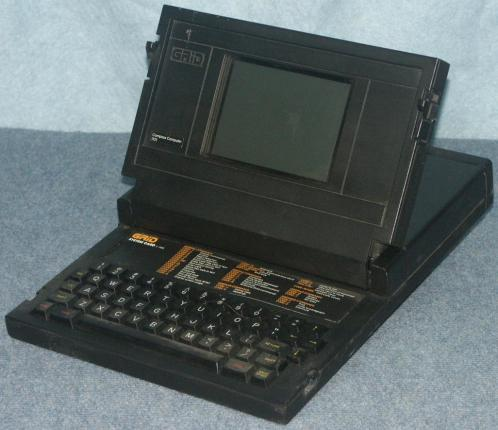

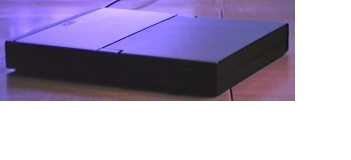

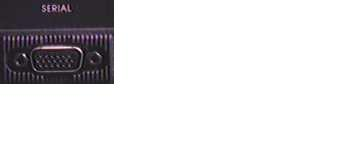

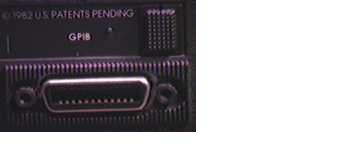

El Compass 1100 de Grid es una de las primeras computadoras portátiles. Fue la primera portátil con diseño clamshell (plegable). se presentó en abril de 1982.
El equipo fue diseñado por el diseñador británico Bill Moggridge en 1979 y la primera unidad se vendió tres años después. En este diseño se utiliza el estilo que se impondrá en la generalidad de los ordenadores portátiles consistente en plegar la pantalla plana sobre el resto del equipo. En cuanto a su construcción, cabe destacar que se utilizó una aleación de magnesio. 
Esta máquina incluía un procesador Intel 8086, una pantalla electroluminiscente de 320 x 200 pixeles (CGA), 340Kbytes de memoria de burbuja magnética y un módem de 1200bps, cuenta también con un conector de 19 pines para un puerto serie. Permite, además la conexión de unidades de almacenamiento externo como un disco duro o una unidad de disquete a través del bus 488 I/O, conocido también como GPIB. Este novedoso puerto permitía la conexión en cascada de varios dispositivos diseñados específicamente para esta conexión (GPIB devices). El peso total del equipo es de aproximadamente 5kg.
Junto con esta máquina se diseñó un sistema operativo propio, el GRID-OS que alcanzó la versión 3.1 y que residía en memoria ROM. Este sistema está basado en menús, sin línea de comandos. Cada fichero, en este particular sistema operativo, tiene asociada una acción por defecto, por ejemplo los ficheros de texto activan el GRIDWrite cuando son seleccionados, los ficheros ejecutables son de tipo RUN y se asocian a un programa concreto. El sistema permite la coexistencia de ficheros con el mismo nombre y distinto tipo. Existe una utilidad para copiar, borrar y mover ficheros, el GRIDManager. Para la creación de archivos basta elegir un nombre y un tipo.
Los programas que se ejecutan en este ordenador, al igual que el sistema operativo, son diseñados específicamente para él, esto significa que su utilización se ha limitado a aplicaciones muy especializadas y explica también su alto precio que rondaba los 10 000 dólares estadounidenses lo que limitó mucho su comercialización.
El principal comprador fue el gobierno de EE.UU. La NASA utilizó uno de estos equipos en el trasbordador espacial durante los años 80, valorando su potencia y ligereza. Este hecho otorga al GRID Compass el honor de ser el primer ordenador portátil en visitar el espacio. Los militares estadounidenses también utilizaron esta máquina ya que por las citadas prestaciones podía ser utilizado por los paracaidistas en combate.

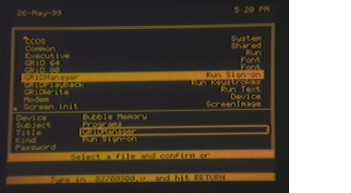

El principal competidor de este equipo, y que rivaliza por el título de primer portátil es el Osborne 1. Este ordenador tuvo mucha más aceptación a pesar de gozar de menos prestaciones ya que es mucho más asequible e incluye un sistema operativo más estándar como es el CP/M
- Datos: Q1486822
- Multimedia: GRiD Compass / Q1486822